# Jon Chu
Pour les articles homonymes, voir Chu.
Jonathan Murray Chu, dit Jon Chu ou Jon M. Chu, est un réalisateur, scénariste et producteur de cinéma américain, né le 2 novembre 1979 à Palo Alto (Californie).
Après des débuts discrets comme réalisateur, il s'impose à Hollywood avec la comédie Crazy Rich Asians portée par Constance Wu, Michelle Yeoh, Henry Golding et Awkhafina qui est l'un des succès au box-office pour une comédie américaine avec une distribution intégralement issue de la communauté asiatique.
Il confirme son essai en dirigeant les adaptations cinématographiques des comédies-musicales D'où l'on vient et surtout Wicked qui obtient dix nominations aux Oscars 2025.

## Biographie
Fils de Lawrence Chu (natif du Sichuan) et de Ruth Chu (née à Taïwan), Jon Chu grandit à Los Altos, en Californie, benjamin d'une fratrie de cinq enfants. Il est diplômé de la USC School of Cinematic Arts, école faisant partie de l'université de Californie du Sud.

## Filmographie

### Cinéma
| Années | Titre                                           | Réalisateur | Scénariste | Producteur | Note          |
| ------ | ----------------------------------------------- | ----------- | ---------- | ---------- | ------------- |
| 2001   | Silent Beats                                    | ✔️          | ✔️         | ✔️         | Court-métrage |
| 2002   | When the Kids Are Away                          | ✔️          | ✔️         | ✔️         | Court-métrage |
| 2002   | Gwai Lo: The Little Foreigner                   | ✔️          | ✔️         | ✔️         | Court-métrage |
| 2008   | Sexy Dance 2 (Step Up 2: The Streets)           | ✔️          |            |            |               |
| 2010   | Sexy Dance 3D (Step Up 3D)                      | ✔️          |            |            |               |
| 2011   | Justin Bieber: Never Say Never                  | ✔️          |            |            | Documentaire  |
| 2013   | G.I. Joe : Conspiration (G.I. Joe: Retaliation) | ✔️          |            |            |               |
| 2013   | Justin Bieber's Believe                         | ✔️          |            |            | Documentaire  |
| 2015   | Jem et les Hologrammes (Jem and the Holograms)  | ✔️          |            | ✔️         |               |
| 2016   | Insaisissables 2 (Now You See Me 2)             | ✔️          |            |            |               |
| 2018   | Crazy Rich Asians                               | ✔️          |            |            |               |
| 2021   | D'où l'on vient (In the Heights)                | ✔️          |            |            |               |
| 2024   | Wicked                                          | ✔️          |            |            |               |
| 2025   | Wicked : Partie 2 (Wicked: For Good)            | ✔️          |            |            |               |

Producteur uniquement
- 2012 : Sexy Dance 4: Miami Heat (Step Up Revolution) de Scott Speer (producteur délégué)
- 2014 : Sexy Dance 5: All in Vegas (Step Up: All In) de Trish Sie (producteur délégué)
- 2016 : Dance Camp de Bert et Bertie
- 2019 : Step Up: Year of the Dance de Ron Yuan

### Télévision
| Années    | Titre                                                                            | Réalisateur | Producteur | Note                                                         |
| --------- | -------------------------------------------------------------------------------- | ----------- | ---------- | ------------------------------------------------------------ |
| 2010-2011 | The Legion of Extraordinary Dancers                                              | ✔️          | ✔️         | 30 épisodes ; Également créateur et monteur                  |
| 2019      | Ken Jeong: You Complete Me, Ho                                                   | ✔️          | ✔️         | Producteur délégué                                           |
| 2019-2024 | Good Trouble                                                                     | ✔️          | ✔️         | Saison 1, épisode 1 ; Producteur délégué (88 épisodes)       |
| 2020-2021 | Home Before Dark                                                                 | ✔️          | ✔️         | Saison 1, épisodes 1 et 2 ; Producteur délégué (20 épisodes) |
| 2022      | La Belle et la Bête : 30 ans de magie (Beauty and the Beast: A 30th Celebration) |             | ✔️         | Producteur délégué                                           |
| 2023      | Ces liens qui nous unissent (The Company You Keep)                               |             | ✔️         | Producteur délégué (10 épisodes)                             |